# Italo Masoni
Italo Masoni (fl. XX secolo) è stato un calciatore italiano, di ruolo mediano.

## Carriera
Disputò con la Sampierdarenese 44 gare dal campionato di Prima Categoria 1920-1921 fino alla Prima Divisione 1923-1924.
Giocò quasi tutte le partite da mediano destro insieme al centro sostegno Ercole Carzino e al mediano sinistro Renato Boldrini, con i quali formarono una fortissima resistenza mediana chiamata a quell'epoca la difesa di ferro; trasformarono così una classica formazione 2-3-5 in un 5-2-3, in pieno gioco, grazie alle loro abilità tattiche. Fornì le sue migliori performance nella stagione del suo arrivo ed in quella successiva. Masoni aveva qualità combattive di resistenza, era un giocatore più difensivo che offensivo e per questo da ala destra si spostò a mediano destro.
In seguito passò alla Corniglianese dal 1925, dove fu capitano nel doppio ruolo di allenatore-giocatore. Si ritirò dal calcio nel 1929 dopo aver giocato tre stagioni con la maglia dell'Acqui con cui ha ottenuto una promozione in Serie B (Prima Divisione a quel tempo).
Nel 1932 giocò il torneo dei veterani con la maglia bianco-rosso-nera.

### Presenze e reti nei club
| Stagione               | Squadra                | Campionato             | Campionato | Campionato |
| Stagione               | Squadra                | Comp                   | Pres       | Reti       |
| ---------------------- | ---------------------- | ---------------------- | ---------- | ---------- |
| 1920-1921              | Sampierdarenese        | 1ª Cat                 | 13         | 0          |
| 1921-1922              | Rivarolese             | 1ª Cat                 | 9          | 0          |
| 1922-1923              | Sampierdarenese        | 1ª Div                 | 12         | 0          |
| 1923-1924              | Sampierdarenese        | 1ª Div                 | 19         | 0          |
| Totale Sampierdarenese | Totale Sampierdarenese | Totale Sampierdarenese | 44         | 0          |
| 1924-1925              | Rivarolese             | 2ª Div                 | -          | -          |
| 1925-1926              | Corniglianese          | 2ª Div                 |            |            |
| 1926-1927              | Corniglianese          | 2ª Div                 |            |            |
| 1927-1928              | Acqui                  | 2ª Div                 |            |            |
| 1928-1929              | Acqui                  | 1ª Div                 |            |            |